# Dekanat Białystok – Białostoczek
Dekanat Białystok – Białostoczek – jeden z 13 dekanatów w rzymskokatolickiej archidiecezji białostockiej.

## Parafie
W skład dekanatu wchodzi 8 parafii:
- parafia Matki Boskiej Fatimskiej w Białymstoku
- parafia Miłosierdzia Bożego w Białymstoku
- parafia Najświętszego Serca Pana Jezusa w Białymstoku
- parafia NMP Nieustającej Pomocy w Białymstoku
- parafia św. Maksymiliana Marii Kolbego w Białymstoku w Białymstoku
- parafia Świętej Rodziny w Białymstoku
- parafia Zwiastowania Najświętszej Marii Panny w Białymstoku
- parafia NMP Królowej Polski w Kopisku

## Władze dekanatu
Władze dekanatu Białystok – Białostoczek;
- Dziekan: ks. kanonik Andrzej Kozakiewicz
- Wicedziekan: ks. kan. Mirosław Szepiotko,
- Ojciec duchowny: ks. Mirosław Stankiewicz,

## Sąsiednie dekanaty
Białystok – Bacieczki, Białystok – Dojlidy, Białystok – Śródmieście, Wasilków